# Spazio di Baire (teoria degli insiemi)
In matematica lo spazio di Baire è l'insieme di tutte le successioni infinite di numeri naturali.
Tale insieme è il prodotto cartesiano di un'infinità numerabile di copie dell'insieme dei numeri naturali ed è usualmente dotato della topologia prodotto (ove ad ogni copia dell'insieme dei numeri naturali è assegnata la topologia discreta). Uno spazio di Baire è uno spazio di Baire nel senso topologico del termine, ed è omeomorfo all'insieme dei numeri irrazionali Ir a cui è assegnata la topologia indotta ereditata dall'insieme dei numeri reali R. L'omeomorfismo tra uno spazio di Baire e l'insieme dei numeri irrazionali si costruisce utilizzando le frazioni continue.
Uno spazio di Baire è spesso indicato dai simboli B, NN, o ωω. Moschovakis li indica con {\displaystyle {\mathcal {N}}}.
B ha la medesima cardinalità di R, e talvolta può essere conveniente sostituire il secondo con il primo. B è utilizzato anche in analisi reale, dove è considerato uno spazio uniforme. Le strutture uniformi di B e di Ir (gli irrazionali) sono comunque differenti: B è completo mentre Ir non lo è.